# Bykiwnja

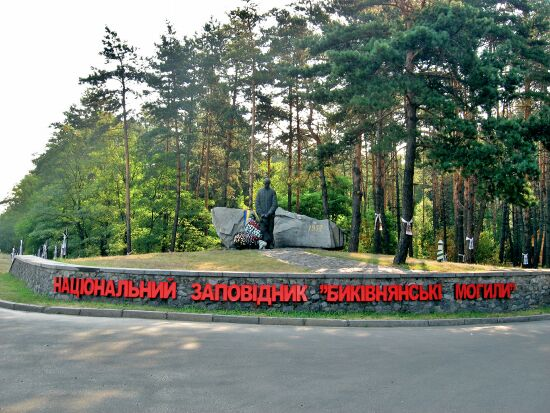
Gedenkstätte

Bykiwnja (ukrainisch Биківня, russisch Быковня Bykownja, polnisch Bykownia) ist ein Wald im Stadtrajon Darnyzja im Osten der ukrainischen Hauptstadt Kiew. Hier befinden sich die Überreste von geschätzt mehreren Zehntausend ermordeten Menschen aus der Zeit des Stalinismus. Sie gilt als die größte Begräbnisstätte für die Opfer der Stalinschen „Säuberung“ in der Ukraine.

## Massengräber
Im März 1937 stellte der Kiewer Stadtsowjet dem NKWD ein Gebiet von rund 4 Hektar „für besondere Bedürfnisse“ zur Verfügung, in dem von da an Opfer des Geheimdiensts vergraben wurden.
Zu den dort in Massengräbern beigesetzten Opfern gehörten auch mehr als 5.000 Angehörige der polnischen Streitkräfte, die im September und Oktober 1939 in sowjetische Kriegsgefangenschaft geraten waren. Sie waren im Frühjahr 1940 im Rahmen der vom Politbüro in Moskau angeordneten Massenexekutionen von polnischen Offizieren und Beamten erschossen worden, die unter dem Begriff Massaker von Katyn zusammengefasst werden. Die Gräber wurden 2006 vom polnischen Archäologen Andrzej Kola gefunden. Eine namentliche Identifizierung gelang nur in neun Fällen.
Neben diesen Massengräbern fand man weitere Leichenüberreste von circa 300 italienischen Soldaten, die hier erschossen wurden, des Weiteren die Gräber von tausenden Sowjetsoldaten, die 1941 desertiert waren und deshalb vom NKWD erschossen wurden. 
Die Anzahl der in Bykiwnja begrabenen Toten ist unklar. Es werden Zahlen von 20.000 bis über 200.000 genannt. Über 18.000 Opfer sind namentlich bekannt. Der Historiker Juri Schapowal hält rund 35.000 Opfer für die plausibelste Schätzung.

## Untersuchungen und Gedenkstätten
Unter deutscher Besatzung 1941/42 fanden kleinere Exhumierungen statt, es wurden einige Zeugen befragt und Zeitungsberichte veröffentlicht. Nach dem Rückzug der Deutschen wurden die Zeugen teilweise bestraft oder zum Widerruf ihrer Zeugnisse gezwungen. In den Folgejahren kam es regelmäßig zu Grabräubereien. Weitere Exhumierungen und Umbettungen fanden zu Sowjetzeiten 1971, 1987 und 1989 statt. Das Gebiet wurde dabei auch mehrfach umgepflügt, eingeebnet und aufgeschüttet und ab 1987 abgesperrt. Mehrere von offizieller sowjetischer Seite eingerichtete Kommissionen (1944, 1971 und 1987) schrieben die Toten von Bykiwnja jeweils den Nazis zu.
Im Mai 1988 wurde eine offizielle Gedenkstätte in Bykiwnja eingeweiht: ein Granitwürfel mit einer Inschrift, die besagte, dass hier über 6.000 „sowjetische Krieger, Partisanen und Aktivisten“ begraben seien, die „von den faschistischen Besatzern zu Tode gequält“ worden seien. Die Organisation Memorial setzte sich gegen Pläne der ukrainischen Regierung ein, im Wald einen Bahnhof errichten zu lassen und konnte in Zeiten der Glasnost erstmals Erkenntnisse publizieren, dass hier Opfer stalinistischen Terrors begraben waren. Eine Regierungskommission regte die Berichtigung der Inschrift und die Errichtung einer neuen Gedenkstätte an. Da eine entsprechende Ausschreibung aber zu keinem Ergebnis kam, errichtete Memorial im Mai 1989 ein großes Eichenkreuz und einen Gedenkstein.
Im Jahr 1994 wurde vom Kiewer Bürgermeister Leonid Kossakiwskyj der „Gedenkkomplex Gräber von Bykiwnja“ eröffnet. 2001 wurde das Gebiet zum „staatlichen Schutzgebiet“ und 2006 zum „nationalen Schutzgebiet“ erklärt, ohne dass andere Änderungen vorgenommen wurden. 2001 besuchte Papst Johannes Paul II. die Gedenkstätte und trug damit wesentlich zu ihrer innerukrainischen und internationalen Anerkennung bei. Erstmalig von einem ukrainischen Präsidenten besucht wurde die Gedenkstätte 2004 von Wiktor Juschtschenko. Im November 2011 wurde in Anwesenheit des ukrainischen Präsidenten Wiktor Janukowytsch, seiner drei Amtsvorgänger und seines polnischen Amtskollegen Bronisław Komorowski der Grundstein für eine neue „Gedenkstätte für die Opfer des Totalitarismus“ gelegt. Am 21. September 2012 wurde im Beisein von Janukowytsch und Komorowski die neue, den Opfern des kommunistischen Terrors gewidmete, Gedenkstätte eröffnet.
Im April 2023 kündigte der Kiewer Bürgermeister Witali Klitschko an, dass in Bykiwnja ein nationaler Gedenkfriedhof für die gefallenen ukrainischen Soldaten und andere Personen eingerichtet werde. Nach Angaben der ukrainischen Regierung ist die Einrichtung des Gedenkfriedhofs pausiert, da zunächst weitere archäologischen Untersuchungen notwendig seien.